# Château de Torny
Le château de Torny, également appelé château de Diesbach-Torny du nom de ses propriétaires, est un château situé dans le village de Torny-le-Grand, sur le territoire de la commune fribourgeoise de Torny, en Suisse.

## Histoire
Le domaine était une propriété de la famille de Diesbach de 1602 à 1798. Le château est construit par Jean-Joseph-Georges de Diesbach-Torny (1699-1772) entre 1730 et 1745. Le bâtiment ayant une chapelle est classé comme bien culturel d'importance nationale. La famille de Diesbach-Torny le conservera jusqu'en 1798. En 1892, la commune achète le château, puis le revend immédiatement à un privé. Depuis 1989, il appartient à Rudolf de Habsbourg-Lorraine, fils de l'archiduc Charles-Louis d'Autriche (1918-2007).